# Milan Bruncvík
Milan Bruncvík (* 21. června 1984, Litoměřice) je český reprezentant ve veslování, který se jako první Čech účastnil tradičního závodu osmiveslic na Temži nazvaného The Boat Race.
Dne 31. března 2013 byl členem posádky Univerzity v Cambridgi.